# 745. pehotni polk (Wehrmacht)
Za druge 745. polke glejte 745. polk.
745. pehotni polk (izvirno nemško Infanterie-Regiment 745) je bil eden izmed pehotnih polkov v sestavi redne nemške kopenske vojske med drugo svetovno vojno.

## Zgodovina
Polk je bil ustanovljen 2. maja 1941 kot polk 15. vala na področju WK XII iz nadomestnih enot za potrebe zasedbenih nalog v Belgiji; polk je bil dodeljen 712. pehotni diviziji.
15. oktobra 1942 je bil polk preimenovan v 745. grenadirski polk.